# Malmgreniella sanpedroensis
Malmgreniella sanpedroensis är en ringmaskart som beskrevs av Pettibone 1993. Malmgreniella sanpedroensis ingår i släktet Malmgreniella och familjen Polynoidae. Inga underarter finns listade i Catalogue of Life.